# アリー・アール＝ブライヒー
アリー・アル＝ブライヒー（Ali Al BlaihiまたはAli Al Bulayhi、1989年11月21日 - ）は、サウジアラビアのサッカー選手。ポジションはDF。アル・ヒラル所属。

## 経歴
2017年6月21日、アル・ヒラルへフリー移籍で加入した。契約期間は3年。

### 代表
A代表初出場は、2018年5月15日、国際親善試合の対ギリシャ戦。
2018年6月、2018 FIFAワールドカップを戦うサウジアラビア代表の23名のメンバーに入った。
いろいろな選手に挑発を行い、多方面から批判を受けている。

## 代表歴

### 出場大会
- サウジアラビア代表
  - 2018 FIFAワールドカップ
  - 2022 FIFAワールドカップ

### 試合数
- 国際Aマッチ 47試合 1得点（2018年-）[3]

| サウジアラビア代表 | 国際Aマッチ | 国際Aマッチ |
| 年                 | 出場        | 得点        |
| ------------------ | ----------- | ----------- |
| 2018               | 11          | 0           |
| 2019               | 6           | 0           |
| 2020               | 2           | 0           |
| 2021               | 8           | 0           |
| 2022               | 13          | 0           |
| 2023               | 7           | 1           |
| 2024               |             |             |
| 通算               | 47          | 1           |